# Ranchería
Ranchería är en ort i Mexiko.   Den ligger i kommunen Linares och delstaten Nuevo León, i den centrala delen av landet, 600 km norr om huvudstaden Mexico City. Ranchería ligger 442 meter över havet och antalet invånare är 142.
Terrängen runt Ranchería är platt norrut, men söderut är den kuperad. Runt Ranchería är det glesbefolkat, med 13 invånare per kvadratkilometer. Närmaste större samhälle är Linares, 17,5 km norr om Ranchería. I omgivningarna runt Ranchería växer huvudsakligen savannskog.